# Gamal El-Ghitani
Gamal el-Ghitani (àrab: جمال الغيطانى, Jamal al-Ḡīṭānī, IPA: [ɡæˈmæːl el ɣeˈtˤɑːni]) (Guhayna, Governació de Sohag, 9 de maig de 1945 - el Caire, 18 d'octubre de 2015) fou un escriptor i periodista egipci, editor en cap del periòdic literari Akhbar al-Àdab (Notícies Literàries) fins al 2011.
Gamal El-Ghitani va néixer en Guhayna, Governació de Sohag, Egipte, i de nen es va traslladar amb la seva família al Caire. Va començar a escriure de molt jove publicant  la seva primera història curta amb només 14 anys. Es va formar originalment per ser un dissenyador de catifes i va rebre el seu diploma en 1962. Pero ell va continuar escrivint i va ser empresonat des de l'octubre de 1966 fins a març 1967 per les seves crítiques al règim de Gamal Abdel Nasser. El 1969 va canviar de carrera i es va convertir en periodista del diari egipci Akhbar El Yom ("Notícies del Dia").
Després va continuar escrivint ficció històrica sobre El Caire. També va escriure sobre temes culturals i polítics, com el nivell de censura a l'actual Egipte. En un esforç per ajudar a promoure la cultura literària àrab va ajudar a fundar la revista literària "Galeria 68".
El 1980, li van atorgar el Premi Nacional egipci de Literatura i, el 1987, el premi francès Chevalier de l'Ordre des Arts et des Lettres. El 1985, va esdevenir editor en cap d'Al Akhbar ("La Notícia") i va continuar contribuint a la secció literaria d'Akhbar El-Yom. De 1993 a 2011, fou l'editor en cap d'Akhbar Al-Adab, una de les primeres revistes literàries d'Egipte. El 2005 va guanyar el Premi francès "Laure Bataillon" de traducció de literatura, un dels principals premis francesos atorgats a escriptors no francesos. Va ser premiat a causa del seu treball Kitâb al-Tagalliyyât o "Llibre d'Il·luminacions". El 2009, li va ser atorgat el premi ''Sheikh Zayed'' per Ren.
Gamal El-Ghitani es va casar amb la periodista egipcia Magda El-Guindy, editora en cap de la revista infantil Al-Ahram. Té un fill, Mohammad, i una filla, Magda. Va morir el 18 d'octubre de 2015 al Caire.